# Brasil Open 2015
Il Brasil Open 2015 è stato un torneo di tennis giocato su campi di terra rossa outdoor, facente parte della categoria ATP World Tour 250 series nell'ambito dell'ATP World Tour 2015. È stata la 15ª edizione del Brasil Open, e si è giocato presso il Complexo Desportivo Constâncio Vaz Guimarães di San Paolo, in Brasile, dal 9 al 15 febbraio 2015.

## Partecipanti

### Teste di serie
| Nazione    | Giocatore         | Ranking* | Testa di serie |
| ---------- | ----------------- | -------- | -------------- |
| Spagna     | Feliciano López   | 14       | 1              |
| Spagna     | Tommy Robredo     | 17       | 2              |
| Italia     | Fabio Fognini     | 22       | 3              |
| Argentina  | Leonardo Mayer    | 26       | 4              |
| Uruguay    | Pablo Cuevas      | 30       | 5              |
| Colombia   | Santiago Giraldo  | 31       | 6              |
| Spagna     | Fernando Verdasco | 32       | 7              |
| Slovacchia | Martin Kližan     | 38       | 8              |

* Ranking al 2 febbraio 2015.

### Altri partecipanti
I seguenti giocatori hanno ricevuto una wild card per il tabellone principale:
- Guilherme Clezar
- Kimmer Coppejans
- João Souza

I seguenti giocatori sono passati dalle qualificazioni:

- Thiemo de Bakker
- Máximo González
- Guido Pella
- Luca Vanni

## Campioni

### Singolare
Pablo Cuevas ha battuto in finale  Luca Vanni per 6-4, 3-6, 7–6(4).
- È il terzo titolo in carriera per Cuevas.

### Doppio
Juan Sebastián Cabal /  Robert Farah hanno battuto in finale   Paolo Lorenzi /  Diego Schwartzman per 6-4, 6-2.